# 山本聡紀
山本 聡紀（やまもと としき、1992年1月30日 - ）は、地方競馬の船橋競馬場千葉県騎手会に所属の騎手。

## 来歴
地方競馬教養センター騎手課程第90期生である。岩手県競馬組合に所属する騎手の山本政聡・山本聡哉は実兄である。
騎手勝負服は、師である佐藤賢二調教師が現役騎手時代に着ていた勝負服を受け継いだ。
2012年4月30日、船橋競馬第5競走でマチコセンセイに初騎乗した。初騎乗で初勝利を挙げた。
2015年2月11日、高知競馬場で行われた全日本新人王争覇戦に出場し9人中6位だった。
同年7月24日から10月29日までホッカイドウ競馬で期間限定騎乗をしていた。
2020年5月1日に佐藤賢二調教師の死去にともない、暫定的に米谷康秀厩舎に移籍した。同年6月1日付で米谷康秀厩舎から千葉県騎手会所属（フリー）となった。
2025年、水沢競馬場で行われた早池峰スーパースプリントをエイシントルペードで制しデビュー13年目で重賞初制覇。

## 主な騎乗馬
- エイシントルペード（2025年早池峰スーパースプリント、岩鷲賞）